# Liber calculationis

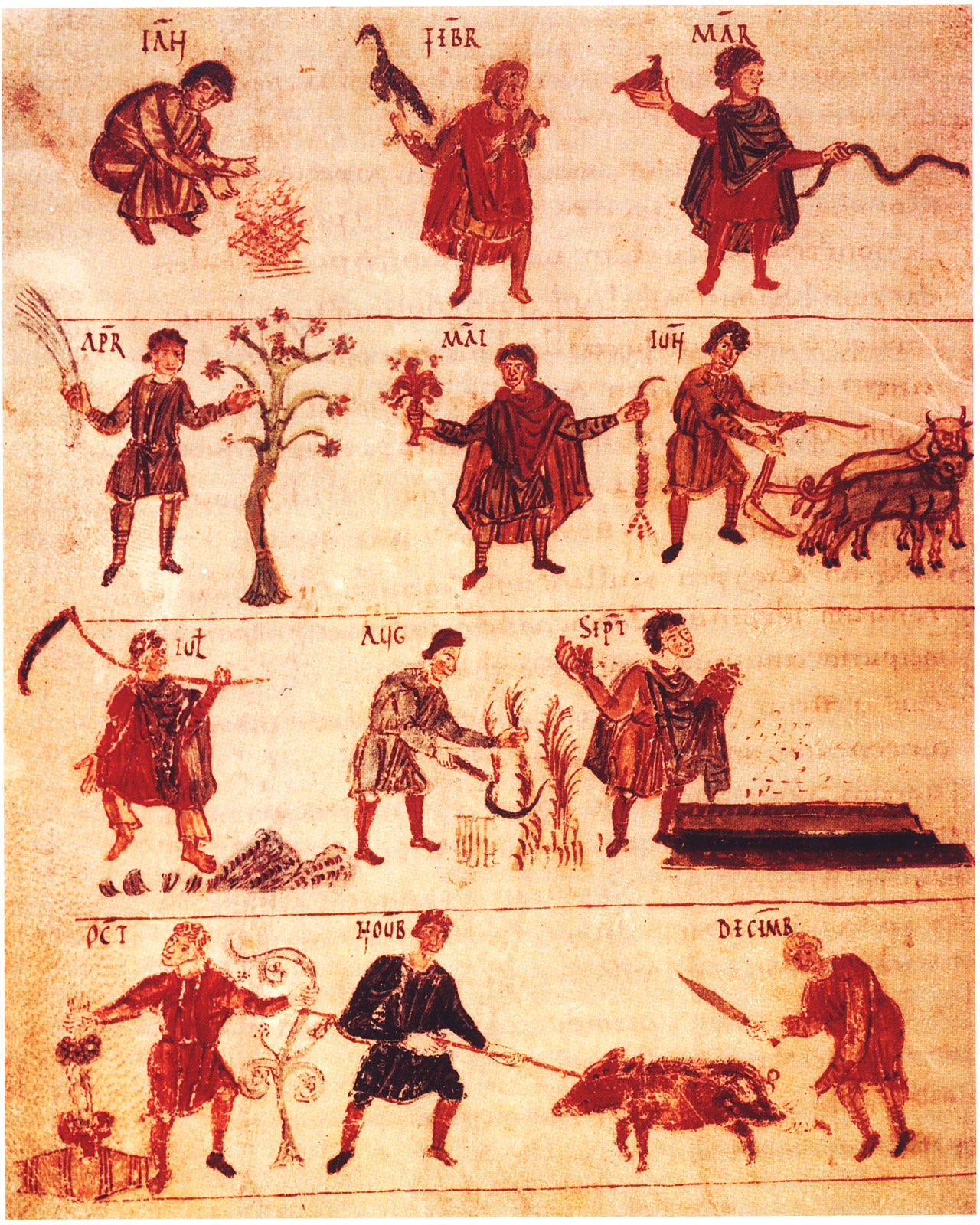
Monatsbilder aus der Handschrift Liber calculationis

Beim Liber calculationis (Buch der Berechnung) handelt es sich um eine Handschrift, die eine Sammlung astronomisch-komputistischer und naturwissenschaftlicher Texte enthält. Die Handschrift aus 163 Pergament-Blättern ist um 818 im Salzburger Raum entstanden. Der Kodex mit der Sigle Clm 210 befindet sich heute in der Bayerischen Staatsbibliothek. Es handelt sich um „die umfangreichste Kompilation derartiger Texte in der Karolingerzeit“.

## Entstehung
Hintergrund für die Entstehung der Handschrift dürfte das Konzil von Aachen im Jahr 809 gewesen sein, wo auch Fragen der Zeitrechnung thematisiert wurden. Die Entstehung der Handschrift um 818 im Salzburger Raum könnte auf eine Anregung durch den Erzbischof Arn von Salzburg zurückgegangen sein. Die Autoren griffen bei ihrer Arbeit auf die „Aachener Enzyklopädie“ zurück.

## Inhalt
Zum Inhalt führen Karl-Georg Pfändtner und Elisabeth Wunderle aus: „Die Kompilation enthält neben einem Kalender und Abschnitten mit Tabellen und Anleitungen zu Berechnungen z. B. für das Osterdatum auch Kapitel über die zwölf Tierkreiszeichen, den Lauf des Mondes durch die Sternbilder, die vier Jahreszeiten, die Sterne und ihre Ordnung, Positionen und Bahnen der Planeten, Ausführungen zu meteorologischen Fragen, zu Maßen und Gewichten und dergleichen.“
Die Handschrift ist mit Zeichnungen und Miniaturen reich bebildert.

## Provenienz
Mit Blick auf die Provenienz nehmen Karl-Georg Pfändtner und Elisabeth Wunderle an, dass die Handschrift sich schon im 9. Jahrhundert im Regensburger Benediktinerkloster St. Emmeram befand. 1488 ist sie dann im Besitz Hartmann Schedels und gelangt 1571 mit seiner Bibliothek in den Bestand der Münchener Hofbibliothek.